# Joseph Jouthe
Joseph Jouthe (Thomonde, 17 ottobre 1961) è un politico haitiano, 31º primo ministro di Haiti dal 4 marzo 2020 al 14 aprile 2021; è stato, inoltre, Ministro dell'Economia e delle finanze e Ministro dell'Ambiente.

## Biografia
È nato il 17 ottobre 1961 a Thomonde.
Laureato in ingegneria civile, nel settembre 2018 è diventato Ministro dell'Ambiente nel governo di Jean-Henry Céant. A settembre 2019, è diventato anche ministro dell'Economia e delle finanze.
Il 2 marzo 2020 è stato nominato Primo Ministro. È stato investito con il suo governo il 4 marzo.